# Isabel Marant
Pour les articles homonymes, voir Marant.
Isabel Marant, née le 12 avril 1967 à Boulogne-Billancourt, est une créatrice de mode en prêt-à-porter. Sa marque propose du prêt-à-porter, chaussures et accessoires pour hommes et femmes. 
En 2014 elle a été récompensée aux Globes de cristal dans la catégorie « Meilleur créateur de mode ».

## Biographie
Isabel Marant est née en 1967 d'un père français, Claude Marant, directeur d'une société d'audiovisuel et d'une mère allemande originaire de Munich, Christa Fiedler, d'abord mannequin, puis directrice de l'agence de mannequins Elite. Elle « grandit à Neuilly, dans une maison d'un quartier chic ».
C'est à l'âge de onze ans que celle-ci commence à créer des tenues, les vêtements que lui proposent ses parents ne lui plaisant pas. Elle « vole » ainsi des vêtements à son père, dont de vieux pulls en cachemire et de vieilles robes de chambre en soie, pour en faire des robes. Elle interprète ainsi le vestiaire masculin pour se l'adapter. À propos des vêtements en général, elle précise bien plus tard : « je les trouvais tous insupportables, c'est pour ça que j'ai fait de la mode. » À seize ans, son père lui offre sa première machine à coudre. Elle développe une passion pour les tissus : les techniques de tissage, l'ennoblissement, la broderie.
Elle poursuit des études au lycée Saint-James de Neuilly, puis à HEC, avant de changer rapidement d'orientation, à la suite du succès de la marque Aller Simple qu'elle crée en 1984 avec son ami Christophe Lemaire, jeune étudiant en filière littéraire (plus tard directeur artistique de Lacoste et Hermès). La marque, propose des pièces conçues à partir de tissus d'ameublement, torchons, vieux rideaux ou serpillières rapporte aux deux étudiants l'équivalent du SMIC. En 1985, elle s'inscrit au cours Berçot.

## Début de carrière
En 1988, elle trouve sa voie au cours d'un stage chez Michel Klein, puis crée avec Bridget Yorke deux collections pour la marque York & Cole et assiste Marc Ascoli pour la direction artistique de marques comme Yohji Yamamoto ou Chloé. Isabel dit ne pas avoir de rêve de joaillerie. Elle dit détester les bijoux mais adorer le travail du métal et les grigris. Elle se familiarise pourtant avec les bijoux au côté d'Hervé van der Straeten. En 1989, elle lance une collection de ceintures et de bagues, puis une ligne de ceintures pour Claude Montana, une ligne de boutons et de colliers pour Étienne Brunel ainsi qu'une ligne de boucles de chaussures pour Michel Perry.
En 1990, en duo avec sa mère, elle lance une ligne de maille et de jersey intitulée « Twen par Isabel Marant ». 

## La marque Isabel Marant
Quatre ans plus tard, en 1994, elle crée la marque « Isabel Marant ». La même année, elle organise son premier défilé Printemps-été 1995 et le succès apparait immédiatement. Le style développé par Isabel Marant est une version plus désinvolte du traditionnel chic parisien, l’allure se construit autour d’une silhouette travaillée, aux épaules structurées et à la taille marquée, tout en gardant une liberté dans les formes et les matières, mélangeant denim et tissus imprimés, vestes oversize et mini jupes, bottes cowboy et sac clouté.
En 1998, elle ouvre une première boutique à Paris dans le 11e arrondissement et reçoit en décembre l'award de la meilleure créatrice[précision nécessaire] et le « trophée Whirlpool de femme en or de l'année » dans le domaine de la mode. Elle ouvre sa deuxième boutique en 1999 à Paris dans le 6e arrondissement.
En 2002 sort sa deuxième ligne « Étoile » et une collection de lingerie pour Dim. En 2003 naît de son union avec Jérôme Dreyfuss, créateur de sacs, un garçon. Elle lance en 2004 une ligne enfant inspiré par son fils. En 2007, elle ouvre sa troisième boutique à Paris. La marque ouvre également des boutiques à l'étranger.
L'année 2010 marque un tournant dans la carrière de la styliste, qui dit « a[voir] décollé professionnellement » avec la rencontre d'Emmanuelle Alt. D'après Isabel Marant, son influence apporte au style Isabel Marant une dimension plus « sexy ». L'année suivante, elle revient à un style « hippie chic ».
En juin 2016, Isabel Marant cède le contrôle de sa marque (51 %) à Montefiore Investment.

### Collaborations
Durant l'été 1997, elle crée une collection capsule pour Monoprix-Prisunic, puis, en 1998, une collection pour La Redoute.
À l'automne 2013, elle lance une collection capsule pour H&M,. Révélée au grand public en novembre 2013, la collection est composée de vêtements à franges, aux imprimés aztèques, dans un style « simple et décontracté »,. Cette opération connait un succès important auprès du public. 
En 2018, elle collabore à une ligne de maquillage avec L'Oréal.

## Controverses

### La «petite robe noire» d'Isabel Marant
Le 16 juillet 2008, la marque de prêt-à-porter Naf Naf a été condamnée par le tribunal de grande instance de Paris à payer à la styliste la somme de 75 000 euros pour copie d'une de ses robes chasubles noires à manches ballon fabriquées par Paris Paris et commercialisées par Naf Naf dans le cadre de la collection hiver 2006/2007, qui constituait bien une imitation de la robe présentée par Isabel Marant lors d'un défilé en février 2006.

### Les «Stan Smith» d'Adidas
En 2015, Isabel Marant a été accusée par un blog d'avoir imité, avec la création de la paire de chaussures Bart, les Stan Smith d'Adidas. La société Adidas n'a engagé aucune procédure,.
Seuls le logo et surtout le prix différencient ces deux sneakers. Une paire Isabel Marant vous coûtera en effet 4 fois plus cher qu'une Adidas, environ 80€ contre 360€.

### La «blouse de Tlahuitoltepec»
En 2015, Isabel Marant a été accusée de plagiat et d'appropriation culturelle.  Elle a copié, sans autorisation ni droits, les motifs d'un habit traditionnel des femmes de Santa María Tlahuitoltepec (Oaxaca, Mexique) à des fins commerciales,, pour la robe nommée Viola dans sa collection « Étoile » été 2015. Cependant, tant au regard du droit mexicain que du droit français ou européen, la « blouse de Tlahuitoltepec » est dans le domaine public : elle n'est ni protégée par le droit d'auteur, ni par le droit des dessins et modèles. Aucune poursuite n'a été engagée à l'encontre d'Isabel Marant. 
Depuis 2019, l'INPI (Institut National de peuples indigènes mexicains) se trouve à l'initiative d'une réforme constitutionnelle que reconnaît, entre autres droits fondamentaux, ceux qui concernent leur patrimoine culturel, leurs connaissances traditionnelles et à la propriété intelectuelle collective. L'INPI lance un appel aux entreprises concernées par l'industrie de la mode, d'arrêter de tirer profit du patrimoine des peuples et des communautés indigènes, d'arrêter l'appropriation culturelle et l'usage inapproprié quelles font de leurs œuvres et traditions. 

## Filmographie
- Loïc Prigent, Le jour d'avant Isabel Marant, documentaire, Arte, 2010, 52 min[20].
- Dominique Miceli, Isabel Marant : naissance d'une collection, documentaire, Paris Première, 2019, 52 min[21].